# Shōen
El shōen va ser una mena d'estat privat, exempt d'impostos i moltes vegades autònom que va existir entre els segles viii i xv al Japó.
A mesura que els shōen incrementaven en quantitat, van ser entorpint el poder polític i econòmic del govern central i van contribuir al creixement dels poderosos clans locals. Els terratinents encomendarien les seves parcel·les de terreny a les acabalades famílies o a institucions religioses amb exempció impositiva, per tant obtenint aquest estatus per ells mateixos.
Totes les persones relacionades amb les terres, l'opulent patró, el propietari i l'administrador patrimonial tenien dret a una part dels ingressos generats d'aquestes pràctiques. Durant el període Kamakura (1192-1333), el shogunat (govern militar) declarava control sobre els shōen en imposar els seus propis representants (jitō) dins de cada estat per recaptar impostos. En el transcurs del període dels Regnes Combatents del Japó, els shōen van deixar d'existir en favor dels latifundis controlats per dàimios (sobirans feudals).